# Caenocryptus albimaculatus
Caenocryptus albimaculatus är en stekelart som beskrevs av Sheng, Wang och Shi 1998. Caenocryptus albimaculatus ingår i släktet Caenocryptus och familjen brokparasitsteklar. Inga underarter finns listade.